# Horismenus boxi
Horismenus boxi is een vliesvleugelig insect uit de familie Eulophidae. De wetenschappelijke naam is voor het eerst geldig gepubliceerd in 2009 door Hansson.